# Charles D. Staffell
Charles Douglas Staffell (* 11. April 1915 in Middlesex, England; † 12. Dezember 1999 in Buckinghamshire) war ein britischer Spezialeffektkünstler und Oscarpreisträger.

## Leben und Karriere
Charles D. Staffells filmische Karriere begann Anfang der 1940er Jahre, als er sich größtenteils um den Einsatz und die Umsetzung der Rückprojektion kümmerte, mit der Hintergrundbilder bei Filmen erzeugt wurden. Im Lauf der Jahre erweiterte sich sein Aufgabengebiet und so war er auch im Bereich der Prozessfotografie bis hin zur Frontprojektion tätig und arbeite unter anderem für die großen englischen Filmstudios wie Pinewood (mehrere Produktionen der James-Bond-Filmreihe) oder Elstree (Superman, 1978), aber auch für Metro-Goldwyn-Mayer (2001: Odyssee im Weltraum, 1968).
Sein Wissen und Können war noch gefragt, als er die 70 schon überschritten hatte, und er war bis zu seinem Tod beruflich aktiv. Zuletzt wirkte er an Stanley Kubricks Eyes Wide Shut (1999) mit.
Welche Automarke von Staffell bevorzugt wurde, konnte nicht in Erfahrung gebracht werden, immerhin war er mit Laurel May Wells (1917–2004) verheiratet und starb am 12. Dezember 1999 in Buckinghamshire im Alter von 84 Jahren.
Im Jahr 2001 wurde von der British Society of Cinematographers ihm zu Ehren der „Charles D. Staffell Award for Visual Effects“ ins Leben gerufen.

## Filmografie
- 1942: Für was wir dienen (In Which We Serve)
- 1944: A Canterbury Tale
- 1944: Wunderbare Zeiten (This Happy Breed)
- 1944: Heinrich V. (Henry V)
- 1945: Begegnung (Brief Encounter)
- 1948: Die falschen Detektive (Under the Frozen Falls)
- 1949: Zwei junge Herzen (Floodtide)
- 1950: Das Wunder von San Marino (Prelude to Fame)
- 1954: Flammen über Fernost (The Purple Plain)
- 1955: X-Boote greifen an (Above Us the Waves)
- 1957: Der Prinz und die Tänzerin (The Prince and the Showgirl)
- 1961: Der rote Herzog (The Hellfire Club)
- 1963: Lockender Lorbeer (This Sporting Life)
- 1963: Gentlemenkillers (The Wrong Arm of the Law)
- 1965: Agenten lassen bitten (Masquerade)
- 1965: Bunny Lake ist verschwunden (Bunny Lake Is Missing)
- 1966: Arabeske
- 1966: Fahrenheit 451
- 1968: Ein erfolgreicher Blindgänger (Charlie Bubbles)
- 1968: 2001: Odyssee im Weltraum (2001: A Space Odyssey)
- 1968: Barbarella
- 1969: Some Girls Do
- 1970: Mein Weg nach oben (All the Way Up)
- 1970: Ein Mann jagt sich selbst (The Man Who Haunted Himself)
- 1971: Zeppelin
- 1971: James Bond 007 – Diamantenfieber (Diamonds Are Forever)
- 1972: Der junge Löwe (Young Winston)
- 1973: James Bond 007 – Leben und sterben lassen (Live and Let Die)
- 1974: Zardoz
- 1974: Mord im Orient-Expreß (Murder on the Orient Express)
- 1974: Caprona – Das vergessene Land (The Land That Time Forgot)
- 1975: Die Wilby-Verschwörung (The Wilby Conspiracy)
- 1975: Ein Mann rechnet ab (The Human Factor)
- 1976: Der sechste Kontinent (At the Earth’s Core)
- 1977: Caprona 2. Teil (The People That Time Forgot)
- 1977: Valentino
- 1978: Tauchfahrt des Schreckens (Warlords of Atlantis)
- 1978: Superman
- 1979: Im Bann des Kalifen (Arabian Adventure)
- 1980: Silver Dream Racer
- 1981: Ragtime
- 1983: James Bond 007 – Octopussy (Octopussy)
- 1984: 1984 (Nineteen Eighty-Four)
- 1984: Der Wüstenplanet (Dune)
- 1985: James Bond 007 – Im Angesicht des Todes (A View to a Kill)
- 1985: D.A.R.Y.L. – Der Außergewöhnliche (D.A.R.Y.L.)
- 1985: Der 4 1/2 Billionen Dollar Vertrag (The Holcroft Covenant)
- 1985: Mörder-Elite (Murder Elite)
- 1986: Aliens – Die Rückkehr (Aliens)
- 1988–1989: Feuersturm und Asche (War and Remembrance, Miniserie)
- 1988: Der Zug (Il treno di Lenin)
- 1989: Batman
- 1991: Hudson Hawk – Der Meisterdieb (Hudson Hawk)
- 1991: Kafka
- 1993: SOS über dem Pazifik (Mercy Mission: the Rescue of Flight 771)
- 1999: Eyes Wide Shut

## Auszeichnungen
- 1969: Oscar – Academy Award of Merit
- 1989: Emmy Award – Outstanding Achievement in Special Visual Effects für Feuersturm und Asche (War and Remembrance)[3]
- 2000: Bert Easey Technical Award (postum verliehen)[4]